# Janata Dal (United)

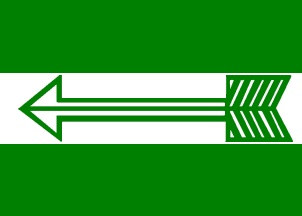
Het logo van Janata Dal

Janata Dal (United) is een politieke partij in India opgericht in 2003. De leider van de partij is Nitish Kumar.
Bij de algemene verkiezingen voor de Lok Sabha van 2009 kreeg de partij 20 zetels, een winst van 12 zetels vergeleken met 2004.